# Victor Delecourt
Victor Humbert Joseph Hubert Delecourt est un avocat et magistrat belge né à Mons le 4 mai 1806 et mort à Ixelles le 15 novembre 1853. Il a écrit sous le pseudonyme de Hubert Vandenhoven (ou van den Hove), Vandenhoven étant la néerlandisation de Delecourt.

## Biographie
Victor Delecourt a étudié le droit à l'Université d'État de Louvain. Il a ensuite été avocat et journaliste à Mons où il publiait, avec son frère Charles, le quotidien L'Observateur du Hainaut.
Il a commencé sa carrière dans la magistrature comme substitut du procureur du roi à Nivelles, puis à Bruxelles. Dans cette dernière ville, il a été nommé juge, vice-président, puis président du tribunal de première instance.
Bien que Wallon, il a pris une part active dans le mouvement flamand naissant. Il a été le premier à prononcer un jugement en néerlandais à Bruxelles et a fondé la revue pangermaniste De Broederhand (1845-1847). Il défendait, pour l'ensemble des territoires situés entre Dunkerque et Koenigsberg, une langue de culture bas allemande commune, basée en grande partie sur le moyen néerlandais.
Delecourt fut un précurseur du mouvement pan-thiois.

## Publications
- 1829 - Essai sur la théorie des impôts considérée sous le double rapport de l'économie politique et du droit public
- 1844 - La Langue flamande, son passé et son avenir. Projet d'une orthographe commune aux peuples des Pays-Bas et de la Basse-Allemagne